# Cycloonseizoen van het zuiden van de Grote Oceaan 2011-2012
Het cycloonseizoen van het zuiden van de Grote Oceaan 2011-2012 is de periode waarin de meeste tropische cyclonen zich vormen in het zuiden van de Grote Oceaan ten oosten van de 160e graad oosterlengte. Het seizoen loopt officieel van 1 november 2011 tot april 2012, maar alle tropische cyclonen tussen 1 juli 2011 en 30 juni 2012 worden meegerekend in dit seizoen.